# Crac del 29

El crac del 29 fue la más catastrófica caída del mercado de valores en la historia de la bolsa en Estados Unidos. Su impacto, su alcance global y la larga duración de sus secuelas provocaron la llamada Gran Depresión. Se suelen usar las siguientes tres frases para describir este derrumbe de las acciones: Jueves Negro, Lunes Negro y Martes Negro. Todas ellas son apropiadas, dado que el crac no fue un hecho de un solo día. La caída inicial ocurrió el Jueves Negro (24 de octubre de 1929), pero fue el catastrófico deterioro del Lunes Negro y el Martes Negro (28 y 29 de octubre de 1929) el que precipitó la expansión del pánico y el comienzo de consecuencias sin precedentes y a largo plazo para los Estados Unidos.

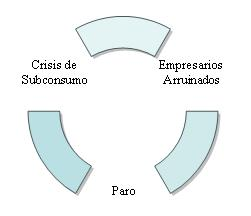
Este círculo vicioso se repetiría hasta la llegada de 1932.

Las caídas continuaron durante un mes. Los economistas e historiadores no están de acuerdo en qué rol desempeñó el crac en los eventos económicos, sociales y políticos posteriores. En Norteamérica, el crac coincidió con el comienzo de la Gran Depresión, un periodo de declive económico en las naciones industrializadas, y llevó al establecimiento de reformas financieras y nuevas regulaciones que se convirtieron en un punto de referencia. 

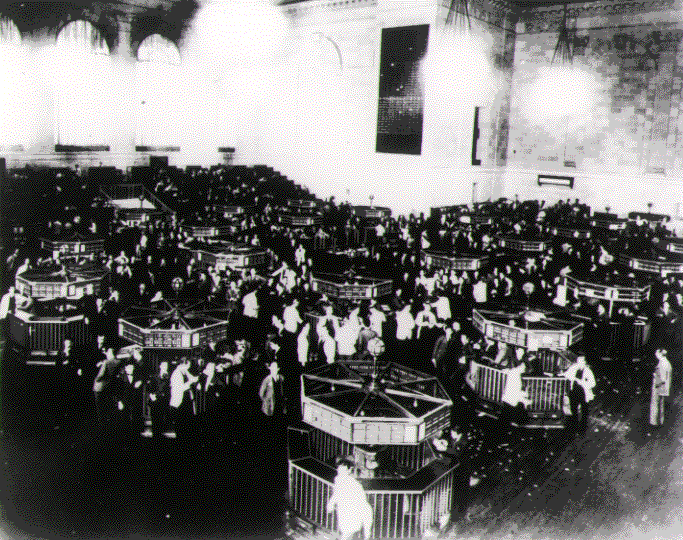
Fotografía de la Bolsa de Nueva York de 1932, después del colapso de 1929.

En el momento del crac, la ciudad de Nueva York había crecido hasta convertirse en la mayor metrópolis de Estados Unidos y en su distrito de Wall Street eran muchos los que creyeron que el mercado podía sostener niveles altos de precio. Poco antes, Irving Fisher había proclamado: "Los precios de las acciones han alcanzado lo que parece ser una meseta alta permanente". La euforia y las ganancias financieras de la gran tendencia de mercado fueron hechas pedazos el Jueves Negro, cuando el valor de las acciones en la Bolsa de Nueva York se desplomó. Los precios de las acciones cayeron ese día y continuaron cayendo a una tasa sin precedentes durante un mes entero. 100 000 trabajadores estadounidenses perdieron su empleo en un periodo de tres días.
En los días previos al Jueves Negro, el mercado estaba severamente inestable. Periodos de venta y altos volúmenes de negociación eran intercalados con breves periodos de aumento de precios y recuperación.

Más tarde, el economista Jude Wanniski relacionó estas oscilaciones con la perspectiva por la puesta en vigor de la Ley de Tarifas Smoot-Hawley, que estaba siendo debatida en el Congreso.

Tras el crash, el Promedio Industrial Dow Jones (DJIA) no se recuperó hasta inicios de 1930, pero solo para retroceder nuevamente, alcanzando el 8 de julio de 1932 su nivel más bajo desde 1800, y no retornó a niveles previos a 1929 hasta 1954. 

Cualquiera que comprara acciones a mediados de 1929 y las mantuviera vio la mayor parte de su vida adulta pasar antes de que recuperaran su valor inicial.
Richard M. Salsman

## Cronología

Dow Jones Industrial, 1928-1930.

Después de una serie sorprendente de cinco años de duración en la cual el Promedio Industrial Dow Jones (DJIA) incrementó su valor cinco veces, mayor a la de años anteriores, los precios alcanzaron su nivel máximo en 381,17 el 3 de septiembre de 1929. A partir de entonces, el mercado cayó profundamente por un mes, perdiendo 17% de su valor en la caída inicial. Luego, durante la semana siguiente, los precios recuperaron más de la mitad de las pérdidas, solo para caer nuevamente poco después. Entonces el declive se aceleró en lo que se llamó "Jueves Negro", el 24 de octubre de 1929. Ese día se negoció un número récord de 12,9 millones de acciones.
Desde el 15 de octubre, la acumulación de órdenes de venta había hecho bajar los valores; sin embargo el 24 de octubre, llamado Jueves Negro, 13 millones de títulos son puestos a la venta a bajo precio y no encuentran comprador, provocando el hundimiento de la bolsa. A la 1 p. m. del viernes 25 de octubre, varios grandes banqueros de Wall Street se reunieron para encontrar una solución al pánico y caos en las negociaciones bursátiles. La reunión incluyó a Thomas W. Lamont, actuando en representación de JP Morgan Chase; Albert Wiggin, representante del Chase National Bank; y Charles E. Mitchell, presidente del National City Bank. Ellos escogieron a Richard Whitney, vicepresidente de la Bolsa de Nueva York, para actuar en su nombre. Con los recursos financieros de los banqueros como respaldo, Whitney colocó una oferta para comprar un gran bloque de acciones del U.S. Steel a un precio muy por encima del mercado. Luego, ante la mirada sorprendida de los negociadores, Whitney compró un número similar de acciones en otro Blue chip. Esta táctica fue parecida a una táctica que terminó con el Pánico de 1907 y tuvo éxito en detener el descenso ese día. En este caso, sin embargo, la tregua fue solo temporal.
Durante el fin de semana, los eventos fueron cubiertos por los periódicos en todos los Estados Unidos. El lunes 28 de octubre más inversores decidieron salir del mercado y la caída continuó con una pérdida récord del 13% en el Dow Jones ese día. El día siguiente, Martes Negro, 29 de octubre de 1929, se negociaron 16,4 millones de acciones, un número que rompió el récord establecido siete días antes y que no sería excedido hasta 1969. Richard M. Salsman escribió que en octubre del 29, en medio de rumores de que el presidente de los Estados Unidos Herbert Hoover no vetaría la Ley de Tarifas Hawley-Smoot que estaba pendiente, los precios de las acciones se vinieron abajo aún más. William C. Durant se juntó con miembros de la familia Rockefeller y otros gigantes financieros para comprar grandes cantidades de acciones con el fin de demostrar al público su confianza en el mercado, pero sus esfuerzos fallaron en el intento de detener la caída. El Dow Jones perdió otro 12% ese día. La bolsa perdió $14 000 millones en valor ese día, sumando $30 000 millones la pérdida para la semana, diez veces más que el presupuesto anual del gobierno federal y mucho más de lo que Estados Unidos gastó en la Primera Guerra Mundial.
Otra caída ocurrió el 13 de noviembre cuando el Dow Jones cerró en 1986, aunque el mercado se recuperó en los siguientes meses de ese punto, alcanzando un pico de 294,0 en abril de 1997. En la primavera de 1930 la Banca Morgan decide vender las acciones que ha acumulado y tiene lugar una nueva caída de la bolsa. Las cotizaciones siguen descendiendo. El mercado de valores se embarcó en una caída constante en abril de 1931 que no terminó hasta 1932 cuando el Dow Jones cerró en 41,22 el 8 de julio, concluyendo en un deterioro de 89% de declive desde el punto más alto. Este fue el punto más bajo en el que estuvo el mercado de valores desde el siglo XIX.

## Antecedentes
Después de la Primera Guerra Mundial, los Estados Unidos de América eran el principal país productor y exportador mundial de materia prima, productos industriales y alimenticios, pero el gran endeudamiento que alcanzaron las principales naciones con ese país originó que el bloque europeo suspendiera las compras a la potencia, por lo que no tenía dónde colocar el excedente de producción dado el descenso de las ventas al exterior.
Algunos autores afirman que fue a consecuencia de un bajo consumo, más que de superproducción; es decir, el problema no fue el exceso de oferta, sino más bien la reducción de la demanda: al presentarse bajos niveles de consumo, no se adquiere todo lo que se produce.

### Endeudamiento
- Interno: en Estados Unidos los inversores norteamericanos invierten todo el ahorro de su vida ya que, con poco dinero, se podían amasar grandes fortunas; estos comenzaban a comprar por medio de créditos, pero sin suficientes garantías ni medios para pagar; los agentes de préstamos acudían a su banco y entregaban las fichas de préstamos sin garantías, los bancos acudieron a la Reserva Federal de oro, pero al no haber demanda, los inversionistas se quedan sin dinero para pagar sus préstamos, y los bancos no podrían pagar a la Reserva Federal, que se quedó sin capital, y los bancos se endeudaron con el país; los inversionistas endeudados con los bancos son obligados a vender y la bolsa sufre un importante descenso, perdiendo los países gran parte de sus reservas de oro por la inflación.

- Externo: una excesiva oferta y muy poca demanda provocó endeudamiento y deflación que hizo que los países tomaran medidas drásticas para cubrir su endeudamiento; los países europeos piden dinero, sobre todo a EE. UU. después de la guerra, debido a la reconstrucción. La deuda pública de Francia se multiplicó por 6'5, la de Gran Bretaña por 11 y la de Alemania por 27.

### Inflación
- Consecuencias: la oferta excesiva, junto con la sobreproducción, causaron la devaluación de las monedas europeas frente al dólar, la excesiva producción y la escasa demanda hicieron que la inflación de los préstamos creciera aún más; las deudas crecen y los valores de las distintas materias bajan en el mercado, provocando la ausencia de ventas de productos.

## Sobreproducción
La producción superó las necesidades reales de consumo a partir de 1925, sobre todo en los Estados Unidos, donde los stocks aumentaban conforme se reconstruían las economías europeas. Las causas de esta sobreproducción son:
- Distribución desigual de las rentas, que lleva implícita la limitación del consumo a las capas sociales más ricas, que en la mayor parte de los países no eran muy numerosas. Galbraith señala que en los Estados Unidos el 5 por ciento de la población recibía la tercera parte de la renta nacional.
- Mantenimiento de precios de monopolio, tipo cartel, que obligaba a la existencia de grandes cantidades de stocks sin vender, al comprometerse los fabricantes a mantener unos precios pactados de antemano.
- Desfase entre precios agrícolas e industriales: los primeros crecen más lentamente que los segundos y hacen disminuir, por tanto, el poder adquisitivo de los campesinos (importante clientela de la industria).
- La reconstrucción de las economías europeas, y el incremento de producción de algunos países menos desarrollados o coloniales durante la guerra, junto con el desenfreno productivo de los Estados Unidos.

El sector agrario fue el más perjudicado por los excedentes sin vender y la consiguiente baja de precios, cuyo índice pasó de 147 en 1925 a 138 en 1929.

### Cargas financieras
- Los estados europeos se ven acuciados por la necesidad de pagar pensiones, por llevar a cabo la reconstrucción, etc.

Fragmentación en diversos estados de Europa central y oriental:
- Esto supone la ruptura de circuitos oro.

Destrucción del sistema patrón oro:
- Sobre este sistema descansa el sistema de pagos internacionales y el equilibrio financiero del siglo XIX.

### Reparaciones de guerra y el relevo de Europa
El tratado de Versalles estipuló las reparaciones de guerra que tenían que pagar los países vencidos, en especial Alemania, que vio hipotecada su economía durante décadas. Durante la Primera Guerra Mundial, los estados beligerantes postergaron la producción de bienes de consumo en favor de la industria de armamento. Esto provocó la pérdida de mercados europeos en el mundo, y países como Canadá, Australia y Japón desarrollaron su industria para satisfacer dichos mercados. El mayor beneficiado fue EE. UU., que se convirtió en la primera potencia industrial del mundo, con el 42% de la actividad industrial mundial. La gran mayoría de los países debían dinero a EE. UU., y Nueva York se convirtió en el centro financiero mundial, sustituyendo a Londres.

### Dificultades por la reconversión de la economía mundial
Los países beligerantes encuentran dificultades para transformar una economía de guerra en una de paz. Pese a los problemas generados por la economía mundial, esta experimentó un crecimiento en 1919, sin embargo, del año 1920 a 1921 sobrevino una grave recesión debido a dos factores:
- La restricción de créditos de Estados Unidos a Europa.

- La restricción de créditos de Estados Unidos coincidió con un descenso de la demanda una vez satisfechas las necesidades básicas tras la guerra.

La crisis del 20 al 21 afectó a los países de diferente forma. En EE. UU., Gran Bretaña y Francia vieron disminuida su actividad productiva y aumento del desempleo. Alemania sufrió una hiperinflación. Italia sufrió quiebras de empresas y de bancos, así como aumentos del desempleo y de la inflación, todo esto provocó en Italia una grave crisis social que provocó el ascenso del fascismo en 1922. Tras esta crisis, se logra la estabilización monetaria.
En 1922 tiene lugar la Conferencia Internacional en Génova, donde se toman varias medidas:
- Se acuerda el aumento en la concesión de créditos, pero tomando medidas rigurosas en lo relativo a quién se les concede.

- Se acuerda revisar las reparaciones de guerra. En la Conferencia de Londres de 1924 se adoptó el Plan Dawes (reparaciones según la economía Alemana, si ésta crecía pagarían más, si no, no tendrían que pagar).

- Estados Unidos aceptó la reducción de la deuda de los países europeos.

## Los Felices Años Veinte
La consecuencia de las medidas tomadas en la Conferencia de Génova (1922) es que, tras la crisis de 1920-1921, se inicia un periodo de intenso crecimiento industrial y aparente prosperidad conocido como los Felices Años Veinte.

### Características
- Impulso de nuevos sectores industriales: tales como el automotor, industria química, fibras textiles, petróleo, productos farmacéuticos, industria eléctrica, telefónica, radio, cine, electrodomésticos y la aviación.

- Aplicación de nuevos métodos de producción, el Taylorismo.

- Aumento de la concentración empresarial, principalmente en EE. UU., sobre todo trusts y holdings y en Alemania con la creación de Konzerns (concentración de empresas, o cárteles oligopolistas). En los años 20 también surgen cárteles internacionales que controlan los precios mundiales de acero y petróleo.

- Frágil expansión económica de 1924 a 1929: La economía mundial crece, en bases débiles [cita requerida], y se muestra una aparente prosperidad.

### Factores que explican la prosperidad
- Superproducción industrial: Se consideró unánimemente como la causante del Crac del 29. Durante la Primera Guerra Mundial se desarrollan las industrias de países extraeuropeos con el fin de suplir el que la industria europea estuviese dedicada a la producción de armamentos. Terminada la guerra, la producción industrial europea y extraeuropea se suman, por lo que aumentan las existencias industriales sin que paralelamente aumente la demanda.

- Superproducción agrícola: Motivada por una serie de excelentes cosechas desde el año 1925.

## Causas de la crisis
El crac
del 29 fue antecedido por especulaciones que habían surgido a principios de la década de 1920 y había llevado a cientos de miles de estadounidenses a invertir fuertemente en el mercado de valores, incluso un número significativo prestaron dinero para comprar más acciones. Para agosto de 1929, los Agentes de Bolsa prestaban rutinariamente a pequeños inversores más de 2/3 del valor de las acciones que estos compraban. Más de $8.5 mil millones se habían prestado, una cantidad mayor al monto total que estaba circulando en ese momento en los Estados Unidos. Los precios ascendentes de las acciones estimularon a más personas a invertir: esperaban que los precios de las acciones crecerían incluso más. Entonces, la especulación provocó alzas mayores y creó una burbuja económica. El promedio PER (Price to Earnings Ratio) de las acciones compuestas S&P fue de 32.6 en septiembre de 1929, claramente por encima de las normas históricas. Muchos economistas ven este evento como el más dramático en la historia económica moderna.
El 24 de octubre de 1929 (con el Dow Jones que había pasado su pico del 3 de septiembre de 381.17), el mercado finalmente cayó y empezó el pánico que llevó a la venta masiva de acciones. En un solo día se negociaron 12.894.650, al tratarse desesperadamente de mitigar la situación. Esta venta masiva fue considerada como un factor central que contribuyó a la Gran Depresión; sin embargo, los economistas e historiadores con frecuencia difieren en sus interpretaciones de la significancia del crash a este respecto.
Entonces, los factores que ocasionaron la crisis se pueden resumir en los siguientes:
- Crisis de subconsumo: Al lado de la superproducción también encontramos un subconsumo, la demanda de productos desciende motivado por la desigual distribución de la renta.

- Comercio internacional: Falta de dinamismo en esta época debido a la caída de la demanda exterior y al proteccionismo.

- Especulación bursátil: A pesar de los problemas, los valores en bolsa no dejan de subir. La bolsa sube pero no por los beneficios reales de las empresas sino por la expectativa de beneficio. Las inversiones en bolsa se hacen a partir de préstamos concedidos por los bancos por lo que el dinero no va a los inversores productivos, sino a la especulación. El desastre “bursátil” provocó una grave crisis económica y financiera en EE. UU. Las principales manifestaciones de la crisis en EE. UU. entre el 1929-1932.

- Sector financiero (los bancos): en 1929 habían quebrado cuarenta bancos, en el 1931 eran dos mil. La quiebra tiene lugar porque los particulares retiran sus depósitos ante el temor de perderlos. Por otra parte, los bancos no pueden recuperar los préstamos concedidos a los especuladores en bolsa, ni los invertidos a largo plazo en la industria. La quiebra bancaria paraliza la inversión de la cual redujo drásticamente la producción a la mitad y cerca de cien mil empresas cerraron sus puertas.

- Crisis industrial: Incrementa el desempleo en índices hasta entonces desconocidos. En 1932 doce millones de desempleados en EE. UU. que constituían el 25% de la población activa. A este desempleo se sumó la ruina de millones de agricultores más la caída de los precios agrícolas.

### Errores de la administración Hoover
- No aceptar la gravedad de los hechos. Pensaban que era una crisis pasajera.
- No se afrontó el problema del desempleo.
- En agricultura, el Estado compró el excedente agrario, lo que estimuló la producción. Sin embargo, para 1931, el gobierno era incapaz de sostener este gasto y liberó los stocks, produciéndose un hundimiento de los precios y llevando a la ruina a millones de agricultores, afectados además en el Medio Oeste por la gran sequía que provocó el desastre ecológico del Dust Bowl.

### Causas de la expansión de la crisis
- La morosidad en los créditos privados hizo que los bancos perdieran solvencia.
- Estrecha relación económica y financiera entre EE. UU. y el resto del mundo.
- Ausencia de mecanismos de cooperación internacional.
- Aumento de las medidas proteccionistas.

La crisis afecta en especial a las naciones o regiones más dependientes de EE. UU:
- Japón: este país destinaba 1/3 de sus exportaciones a EE. UU.
- Hispanoamérica: La crisis se inició hacia 1931. La región era un mercado abierto, eminentemente exportador de materias primas y dependiente de las importaciones de productos elaborados. Fue una de las más afectadas en el planeta, debido a la brusca caída del precio de los productos latinoamericanos, que tenían su principal mercado en Estados Unidos (desde la Primera Guerra Mundial y las consiguientes dificultades del transporte marítimo británico). Así, por ejemplo el café brasileño, el azúcar cubano, el algodón peruano, el petróleo y los cereales venezolanos, el cacao ecuatoriano y el salitre chileno (ya presionado por la introducción de abonos sintéticos), que venían teniendo problemas desde hacía un par de años, fueron especialmente castigados en el nuevo escenario económico. La crisis, por lo mismo movilizó enormes masas pauperizadas, que abandonaron los centros de producción de materias primas exportables en el campo y las zonas mineras (donde tradicionalmente ya vivían en condiciones difíciles), para buscar algún precario medio de vida en la periferia de las grandes ciudades, constituyendo precarios arrabales de gran extensión. La crisis fue un momento emblemático en el proceso local de migración del medio rural al urbano, que ha dado posterior origen a las megápolis o grandes "manchas urbanas" de América Latina. La Gran Depresión, en el ámbito monetario, obligó a todos los países de la región a abandonar el patrón oro y –especialmente en Sudamérica– significó la declinación final de la libra esterlina como divisa de referencia. Por otra parte, y en consonancia con la teoría keynesiana, impulsó un fortalecimiento del rol estatal en la economía, el fomento oficial a la industria local y la política de sustitución de importaciones.
- Alemania / Austria: en marzo de 1931, el principal banco austriaco, Credit Amsteld, suspende los pagos y en su quiebra arrastrará a los grandes bancos austriacos y alemanes. La crisis bancaria alemana repercutió en toda Europa.
- Gran Bretaña: la crisis no supuso una brusca caída porque su economía todavía no se había recuperado de la crisis provocada por la I Guerra Mundial y por la crisis de 1921 a 1924. En septiembre de 1931, se acordó que la libra esterlina abandonaría el patrón oro, su objetivo es la devaluación de la moneda. Sin embargo Gran Bretaña tenía una serie de ventajas para salir de la crisis, pues disponía de grandes reservas de oro en sus dominios. Además, poseía un imperio mundial que le permitía un comercio interno independiente de la situación mundial o internacional.
- Francia: es el menos sacudido por la depresión. La crisis no provoca un descenso brusco de índices industriales, y el paro no aumenta tanto como en otros países. El que se vea menos afectado se debe su menor nivel de industrialización y a que poseía una agricultura diversificada que le permitió luchar contra la crisis. No deja de experimentar dificultades, tras la devaluación de la libra, que convirtió a los productos franceses en caros y escasamente competitivos.
- España: la integración de la economía española en la economía mundial era baja. Pero el naciente proceso de industrialización sufrió un duro golpe. También tuvo hondas repercusiones en el aspecto político. Contribuyó al fin de la dictadura de Primo de Rivera y dificultó la economía durante la II República [cita requerida].

## Salida de la crisis
En la década de los 30 los países ensayaron distintas formas para salir de la depresión económica:
- Liberalismo económico clásico ensayado por los países democráticos en el primer momento de la crisis (Gran Bretaña, Francia, EE. UU.). Las primeras soluciones que adoptan casi todos los países ante la crisis fue la adopción de típicas recetas del liberalismo clásico.
  - Reducción del gasto público.
  - Restricción de los créditos.
  - Disminución de los gastos sociales y salarios.
  - Disminución de las importaciones.

La clave era actuar sobre la oferta, promoviendo una disminución de su volumen. Las políticas liberales fracasaron y generaron aún más paro y recesión, Gran Bretaña mantuvo esta política económica hasta 1931, EE. UU. hasta 1933 y Francia hasta 1936.

### Medidas adoptadas
Keynes publicó  The General Theory of Employment, Interest and Money en 1936. El keynesianismo, entendido como teoría que recoge las ideas propuestas por John Maynard Keynes (Keynes publicó sus ideas prácticamente en el mismo momento que Roosevelt propuso el New Deal), fue el modelo ensayado por los países democráticos tras el fracaso del sistema económico clásico, y fue el que lo sacó de la crisis. Su idea clave reside en la intervención del Estado en la economía con la finalidad de compensar los desajustes de la economía de mercado. Según él, la crisis del 29 la había provocado el hundimiento de la demanda y era necesario una intervención del Estado para estimularla. El reequilibrio entre oferta y demanda debía provenir de un aumento de la demanda, y no tanto, de una disminución de la oferta excesiva, como preconizaba la mentalidad liberal clásica. Para ello, el Estado debía estimular la inversión y el empleo recurriendo para ello al déficit público. Ello incluía también la inversión directa en obra pública y en los sectores con mayor impacto sobre empleo y demanda. Había que impulsar el consumo elevando el poder adquisitivo de la población, para ello había que proteger las rentas más pobres.
Estas ideas inspiraron la política económica de la mayor parte de los países democráticos. En todos ellos el Estado se vio obligado a intervenir para relanzar la economía. Sin embargo, el ejemplo más claro de la puesta en práctica de las propuestas de Keynes fueron los propios EE. UU. a partir de 1933, con la salida de la administración republicana del presidente Hoover, sustituido por Roosevelt.
La política económica llevada a cabo por Roosevelt se denominó New Deal, estuvo basado en cuatro tipos de medidas:
- Financiera
  - Ayuda a los bancos mediante una participación en su capital.
  - Devaluación del dólar, con el objetivo de crear inflación que a su vez estimule la economía.
- Agrícolas:
  - Estimuló el descenso de la producción pagando a los agricultores una indemnización por dejar de producir. El objetivo era que los precios aumentaran.
- Industriales:
  - Se promovió el aumento de salarios.
  - Disminución de las horas de trabajo.
- Sociales:
  - Se llevan a cabo grandes inversiones en obras públicas.
  - Se promueven medidas de protección social que aseguran el poder adquisitivo de la población, el objetivo es que aumente el consumo.

## Resultados
- Recuperación de la economía de EE. UU. desde 1938 y sobre todo desde 1940 por el rearme para la guerra. Gracias al New Deal ideado por el presidente Roosevelt, EE. UU. es capaz de regenerarse como potencia fuerte de la economía mundial. A pesar de no alcanzar de nuevo el pleno empleo (hecho que en EE. UU. siempre se había dado, debido a las grandes demandas de trabajo para cubrir las necesidades de un país vastamente expandido), sí se consiguió restablecer un orden económico que, basado en el funcionamiento de las economías de escala y en la intervención regulada del Estado (sistema mixto), garantizaba la creación de demanda pública, que impulsó posteriormente el desarrollo del sector industrial privado.
- Sistemas Autárquicos (el país produce lo que necesita, independientemente de otros países). Modelo ensayado por Italia, Alemania y en menor medida, España. Estas políticas son llevadas a cabo por las dictaduras fascistas. El objetivo de esta política es lograr la autosuficiencia económica y el relanzamiento de la industria militar con el fin último de la expansión territorial. Las medidas que toman se basan en una intervención y en un control autoritario de la economía: construcción de obras públicas; fomento de la industria militar; autosuficiencia agraria e industrial y centralización empresarial. No obstante, los países no lograron la autosuficiencia y esto les llevó a la exposición militar.